# Verdello
Verdello är en ort och kommun i provinsen Bergamo i regionen Lombardiet i Italien. Kommunen hade 8 070 invånare (2018).